# فونتانله
فونتانله (به ایتالیایی: Fontanelle) یک کومونه در ایتالیا است که در استان ترویزو واقع شده‌است. فونتانله ۳۵٫۵ کیلومتر مربع مساحت و ۵٬۶۳۴ نفر جمعیت دارد.